# 458 a.C.
Il 458 a.C. (CDLVIII a.C. in numeri romani) è un anno  del V secolo a.C.

## Eventi
- Ad Atene prima rappresentazione dell'Orestea di Eschilo
- Roma: 
  - consoli Gaio Nauzio Rutilo, al secondo consolato, e Lucio Minucio Esquilino Augurino, destituito da Cincinnato per la sua condotta in guerra
  - Cincinnato dittatore per 16 giorni per combattere gli Equi
  - nella battaglia del Monte Algido i romani, condotti da Cincinnato, sconfiggono gli Equi

## Morti
- Plistarco, sovrano spartano